# Perniphora robusta
Perniphora robusta är en stekelart som beskrevs av Ruschka 1923. Perniphora robusta ingår i släktet Perniphora och familjen puppglanssteklar.
Artens utbredningsområde är:
- Belarus.
- Danmark.
- Finland.
- Kroatien.
- Nederländerna.
- Polen.
- Slovakien.
- Sverige.
- Tjeckien.
- Tyskland.
- Ungern.

Arten är reproducerande i Sverige. Inga underarter finns listade i Catalogue of Life.